# Jan Łaszcz (senator)
Jan Łaszcz (ur. 12 grudnia 1862 w Zabłociu, zm. 25 września 1952 w Złojcu) – polski polityk i rolnik, senator RP I kadencji.

## Życiorys
Syn Michała, rolnika i powstańca styczniowego oraz Anny z domu Mazurek. Ukończył szkołę gminną w Markuszowie. Prowadził gospodarstwo rolne w Piotrowicach Małych

### Działalność społeczna w okresie zaborów
Już jako nastolatek został aresztowany przez rosyjską żandarmerię za prowadzenie tajnego nauczania wśród dzieci wiejskich, jednak jako osoba nieletnia został zwolniony. Należał do Ligi Narodowej, Polskiej Macierzy Szkolnej, Sokoła, Okręgowego i Centralnego Towarzystwa Rolniczego (prezes OTR w Nałęczowie i członek zarządu głównego CTR) oraz innych organizacji społecznych i rolniczych. Organizował szkółki ludowe oraz uczestniczył w strajku szkolnym 1905.
W czasie I wojny światowej stał na czele gminnych komitetów ds. rozdziału żywności oraz zbiórki na rzecz Skarbu Narodowego. Był również członkiem Komitetu Pomocy dla Jeńców Wojennych.

### Działalność polityczna i końcowe lata życia
W okresie międzywojennym był prezesem koła Związku Ludowo-Narodowego w Piotrowicach Małych. W 1919 bez powodzenia kandydował na Sejm Ustawodawczy. Podczas kolejnych wyborów parlamentarnych w 1922 został wybrany posłem na Sejm w okręgu nr 24 (Łuków) oraz senatorem RP z województwa lubelskiego. Wybrał mandat senatora.
Podczas wyborów parlamentarnych w 1928 ubiegał się o miejsce w Senacie z list związanego z ZLN Bloku Katolicko-Narodowego, nie uzyskał jednak reelekcji. Nigdy więcej nie starał się o wejście do parlamentu.
W 1935 został właścicielem gospodarstwa w Złojcu, gdzie mieszkał do końca życia, z wyjątkiem lat 1942 - 1945, gdy został przymusowo wysiedlony przez Niemców i powrócił do Piotrowic Małych. W komunistycznej Polsce był kilkakrotnie przesłuchiwany przez Urząd Bezpieczeństwa w Zamościu. Zmarł 25 września 1952 w Złojcu. Pochowany na cmentarzu parafialnym w Nieliszu.

## Życie prywatne
Był dwukrotnie żonaty. W 1882 poślubił Katarzynę Gąszczyk, z którą miał córkę Julię. W 1912 ożenił się z Katarzyną Sadowską, z którą doczekał się pięciu synów, m.in. Józefa zamordowanego przez Niemców w obozie Auschwitz-Birkenau oraz Piotra, którego w 1945 aresztowało NKWD i został zamordowany w Związku Sowieckim.